# 齐全胜
齐全胜（1968年9月—），男，汉族，安徽宿松人，中华人民共和国政治人物，曾任上海市归国华侨联合会党组书记、主席，中华全国归国华侨联合会副主席。